# قشلاق حضرتقلی بختیار
قشلاق حضرتقلی بختیار یک روستا در ایران است که در استان اردبیل واقع شده‌است. قشلاق حضرتقلی بختیار ۵۷ نفر جمعیت دارد.